# Mbulu
Mbulu is een stad in Tanzania in de regio Manyara en in het district Mbulu. Er wonen vooral Iraqw. De plaats werd gesticht in 1907 door de Duitse kolonisatoren. 
Sinds 1953 is Mbulu de zetel van een rooms-katholiek bisdom.